# Eusebio Castigliano
Eusebio Castigliano (Vercelli, 9 februari 1921 - Superga (Heuvel), 4 mei 1949) was een Italiaans voetballer die speelde als middenvelder. 

## Carrière
Castigliano speelde professioneel voetbal voor Pro Vercelli, Spezia, Biellese en Torino waarmee hij deel uitmaakte van Il Grande Torino waarmee hij vier opeenvolgende landstitels won.
Castigliano speelde tussen 1945 tot 1949 ook een zeven interlands voor Italië en hij scoorde één doelpunt.
Op 4 mei 1949 stierf Castigliano in de Superga-vliegramp.

## Superga-vliegramp
Op 4 mei 1949, tijdens een terugvlucht vanuit Lissabon, ging het mis. Er hing mist boven Turijn en de piloot maakte een vergissing. Het vliegtuig vloog tegen de flanken van de basiliek van Superga aan. Alle 31 inzittenden kwamen daarbij om het leven, waardoor er een einde kwam aan het tijdperk van Il Grande Torino.

## Erelijst
- Serie A (4): 1944–45, 1946–47, 1947–48, 1948–49 (Torino FC)